# Neotrichia tauricornis
Neotrichia tauricornis är en nattsländeart som beskrevs av Malicky 1980. Neotrichia tauricornis ingår i släktet Neotrichia och familjen smånattsländor. Inga underarter finns listade i Catalogue of Life.